# 王有极
王有极（？—？），直隶涞水县（今河北省涞水县）人，是一名清朝地方官员。拔贡出身。
王有极曾于1657年接替李浣任娄县知县一职，1659年由王建铎接任。